# Pullenreuth
Pullenreuth là một đô thị tại huyện Tirschenreuth bang Bayern, Đức.

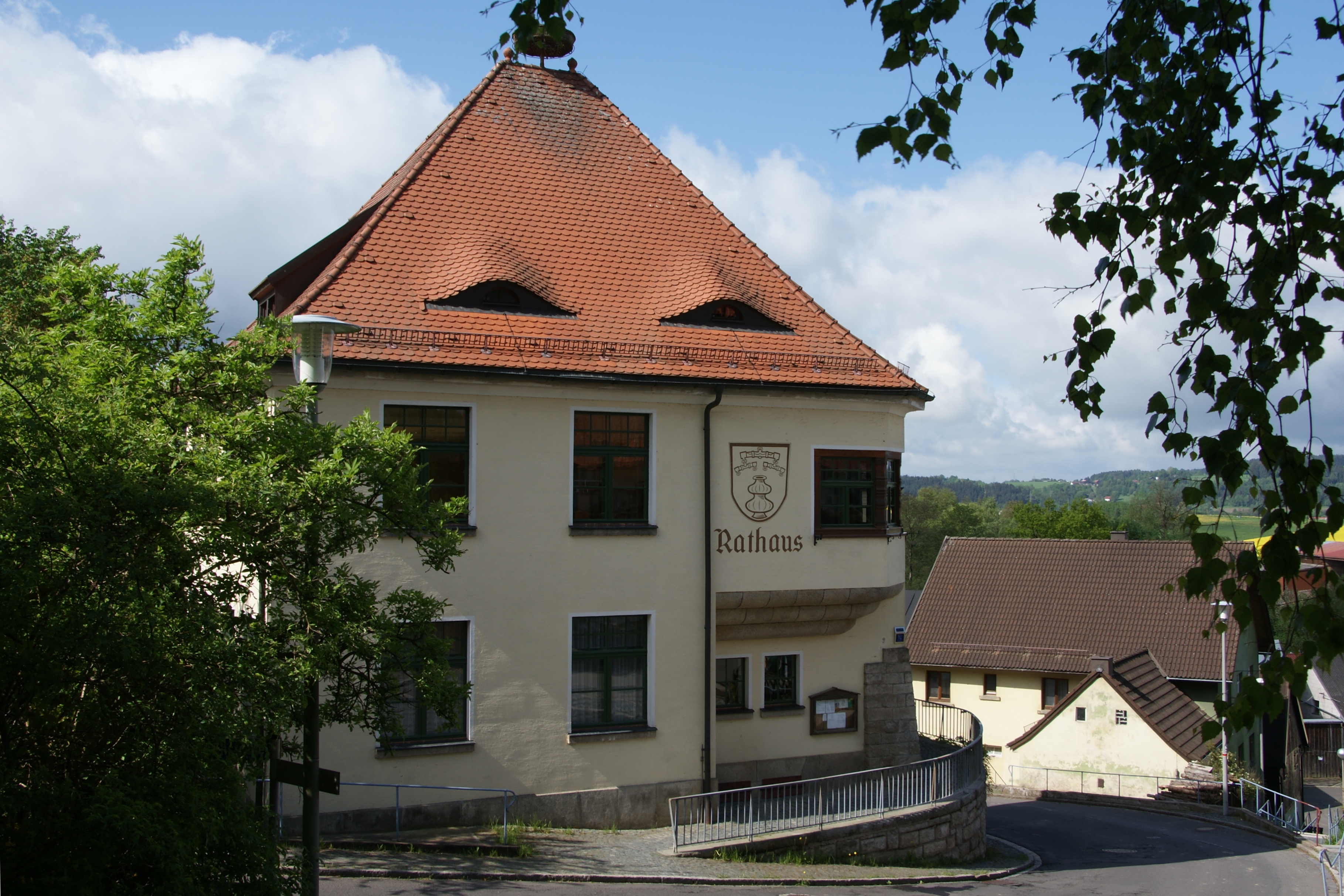
town hall
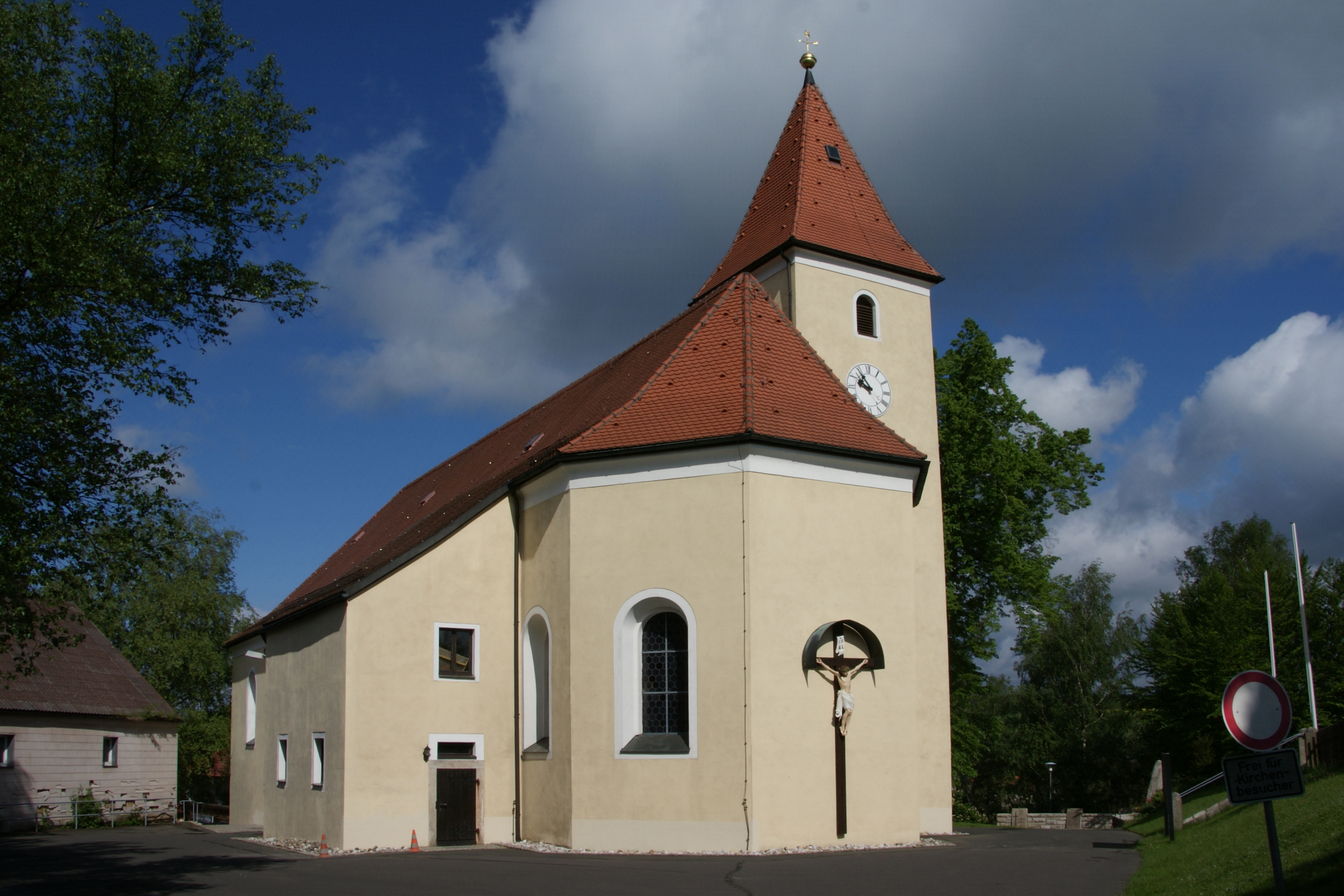
church